# Hanequin de Bruselas
Hanequin de Bruselas (Flandes, ?-Toledo, 1494), fue un arquitecto y escultor de origen flamenco del siglo XV, considerado el introductor de las formas flamencas en Toledo.

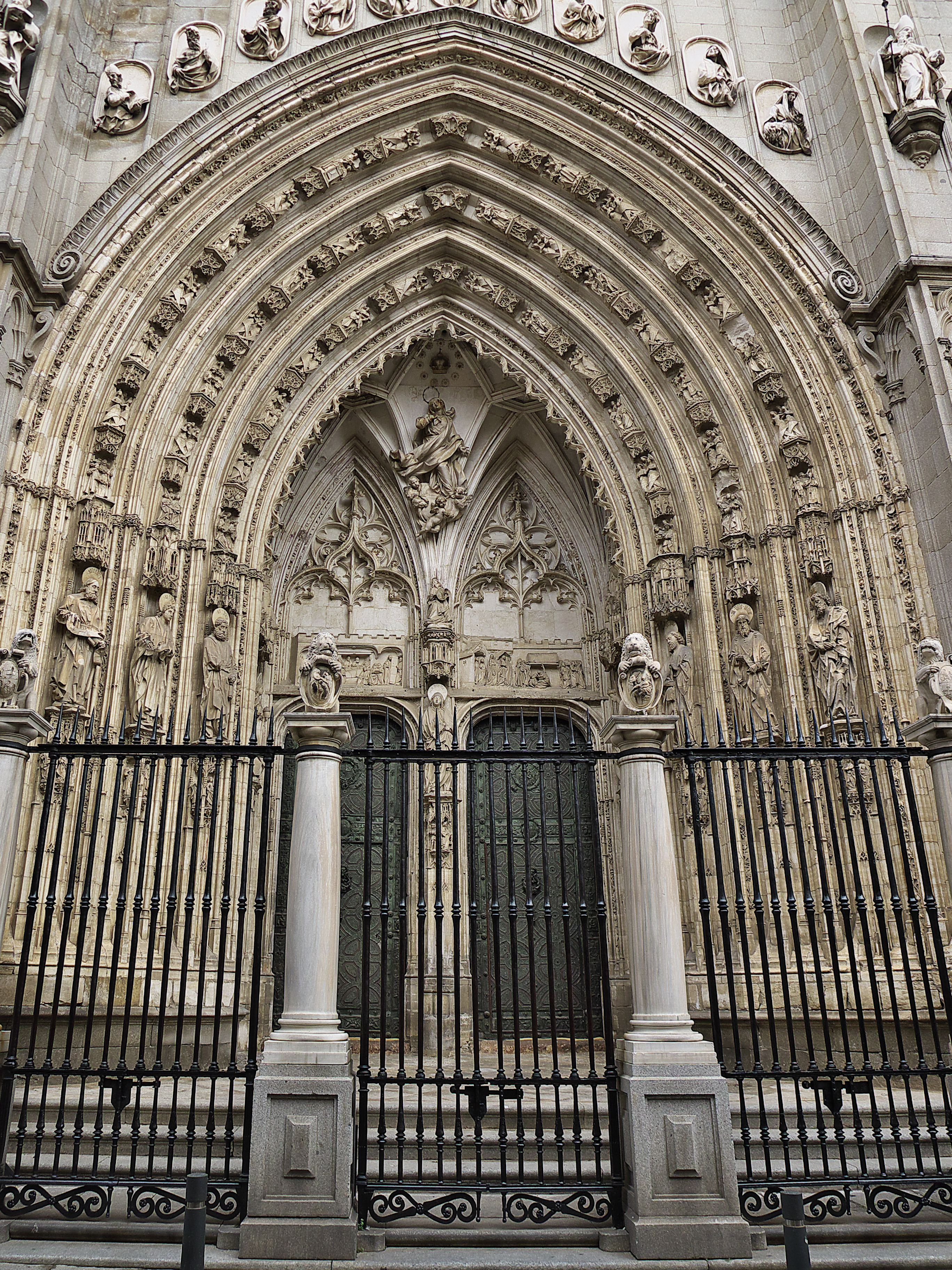
Puerta de los Leones. Catedral de Toledo

Llegó a España hacia 1440, y se estableció en Toledo para trabajar como maestro mayor de obras de su catedral en 1448 y 1470, dirigiendo entre otras obras la Puerta de los Leones. También concluye la torre catedralicia y es posible que acometiese la capilla de Álvaro de Luna y la del hermano de este, ambas en la catedral; por ello es posible que trabajase también en el castillo de Escalona.
En 1454 se traslada junto con su hermano Egas Cueman a realizar la obra de la sillería de la catedral de Cuenca, y se cree que también reformó la cabecera del templo imitando el modelo toledano. También es obra suya la capilla del maestre Pedro Girón.
Parece muy probable que en 1456 diseñara las trazas del castillo de Belmonte en Cuenca para don Juan Pacheco, pues en dicho año estaba trabajando en la cabecera de la colegiata de Belmonte. Es un castillo único en su género por lo que respecta a su aspecto exterior, con nueve lienzos y seis torreones que en vista aérea dan la impresión de unas tenazas
En 1465 aparece en Cuéllar junto con su hijo Hanequin de Cuéllar para llevar a cabo las obras de remodelación y ampliación del castillo, propiedad de Beltrán de la Cueva, primer duque de Alburquerque, quien había tomado posesión de la villa un año antes, y quería fortalecer el edificio por las continuas reclamaciones que la princesa Isabel hacía sobre la propiedad de Cuéllar. Para ello levantaron una barbacana que bordea el edificio, y amplió el patio de armas.